# Tanguy
Tanguy is een Franse film van Étienne Chatiliez die uitgebracht werd in 2001.
Deze komische film was een van de meest succesrijke Franse films van 2001.

## Verhaal
Tanguy, een 28-jarige jongeman, leeft nog steeds in Parijs bij zijn ouders Paul et Edith, twee gegoede vijftigers. Tanguy is een vriendelijke en charmante modelzoon die gestudeerd heeft aan de Sciences Po en aan de École normale supérieure. Terwijl hij aan zijn doctoraatsproefschrift werkt geeft hij les in het hoger onderwijs. 
Bij zijn geboorte deed zijn moeder de euforische uitspraak dat haar zoontje heel zijn leven thuis zou mogen blijven wonen omdat hij zo schattig was. Het lijkt wel alsof Tanguy die wens gehoord heeft en nog altijd inwilligt. 
Zijn ouders verdragen echter niet langer hun gebrek aan privacy en vinden het hoog tijd dat Tanguy zich settelt. Tanguy heeft het echter zeer naar zijn zin bij zijn intelligente, breeddenkende en genereuze ouders en ziet niet in waarom hij zou moeten wijken. Daarom nemen zijn ouders hun toevlucht tot allerlei sluwe en soms slinkse trucs om hun zoon het huis uit te werken.

## Rolverdeling
| Acteur              | Personage                               |
| ------------------- | --------------------------------------- |
| Sabine Azéma        | Édith Guetz                             |
| André Dussollier    | Paul Guetz                              |
| Éric Berger         | Tanguy Guetz, de zoon van Édith en Paul |
| Hélène Duc          | Odile, de moeder van Paul               |
| André Wilms         | de psychiater van Édith                 |
| Annelise Hesme      | Marguerite, de vriendin van Tanguy      |
| Aurore Clément      | Carole                                  |
| Arlette Thomas      | Philomène, de dienstmeid                |
| Philippe Laudenbach | meester Badinier, de advocaat van Paul  |
| Jean-Paul Rouve     | Bruno Lemoine, de advocaat van Tanguy   |
| Jacques Boudet      | de rechter                              |